# Heinrich Heuser
Heinrich Heuser (* 12. Oktober 1887 in Stralsund; † 13. September 1967 in Berlin-Wilmersdorf) war ein deutscher bildender Künstler im Bereich Malerei, Illustrationen, Grafik, Filmarchitektur und Kostümbild.

## Leben
Heuser studierte von 1906 bis 1910 Malerei in München bei Walter Thor und Angelo Jank und war Meisterschüler von Fritz Mackensen in Weimar. Seine Abschlussarbeit, das Gemälde „Der Gekreuzigte“, brachte Heuser die Goldene Medaille der Akademie ein. 1912 schloss er sich der Berliner Sezession an. Von 1912 bis 1913 ging Heinrich Heuser für einen Studienaufenthalt nach Paris und kehrte nach dem Ersten Weltkrieg, den er an der Ostfront mit anschließender Kriegsgefangenschaft in Kiew verbrachte, im Februar 1919 nach Deutschland zurück.
Noch im selben Jahr ließ er sich in Darmstadt nieder und wurde ein Gründungsmitglied der Darmstädter Sezession. Unmittelbar darauf ließ sich Heuser in Berlin nieder, wo er seine Karriere als Maler begann. Er schuf anfangs Porträts und von Vincent van Gogh beeinflusste Landschaften; später widmete er sich vor allem der Grafik und schuf Aquarelle. 1922/23 gab Heuser zwei Stippvisiten beim Film. Hier war er an den beiden szenisch ambitionierten Kinoproduktionen Der steinerne Reiter und Der verlorene Schuh als Filmarchitekt bzw. Kostümbildner beteiligt. 1926 verdiente er sich in der deutschen Hauptstadt kurzzeitig seinen Lebensunterhalt als Lehrer im Verein der Künstlerinnen. Reisen führten ihn anschließend nach Italien, Nordafrika sowie bis in die Südsee (1926 Ceylon und Bali) und nach Südamerika (1929 und 1955 Argentinien).
Zumindest in der ersten Zeit des NS-Staats war Heuser Mitglied der Reichskammer der bildenden Künste. Seine Teilnahme an der „101. Großen Frühjahrsausstellung“ des Kunstvereins Hannover 1933 und der Großen Berliner Kunstausstellung 1934 ist sicher belegt. 1937 wurden im Rahmen der deutschlandweiten konzertierten Aktion Entartete Kunst seine Zeichnung Kapelle in Taormina aus der Städtischen Kunsthalle Mannheim und aus dem Museum für Kunst und Heimatgeschichte Erfurt mit der Mappe Siebzehn Steinzeichnungen (Verlag Freie Secession Berlin, 1921) die Lithografie Im Palast (30 × 21,5 cm) beschlagnahmt. Die Zeichnung wurde vernichtet. Der Verbleib der Graphikmappe ist ungeklärt.
Das Berliner Adressbuch verzeichnete Heuser 1943 als Kunstmaler in der Sybelstraße 24.
1945/1946 war Heuser in Berlin auf der vom Kulturbund zur Demokratischen Erneuerung Deutschlands veranstalteten Ausstellung Bildender Künstler vertreten.

## Weitere Mitgliedschaften
Heuser war, neben der Berliner und der Darmstädter Sezession, auch Mitglied im Deutschen Künstlerbund Weimar, in der Rheinischen Sezession und im Ausstellungsverein Pommerscher Künstler Stettin.

## Werke
Heinrich Heuser schuf eine Fülle von Gemälden, die auch heute noch im Kunsthandel angeboten werden. Zahlreiche seiner Aquarelle befinden sich in deutschen Museen, das bekannteste Einzelwerk ist das Wandgemälde in den Kammerspielen des Deutschen Theaters Berlin.

## Filmografie
- 1922: Der steinerne Reiter (Bauten)
- 1923: Der verlorene Schuh (Bauten, Kostüme)